# جامع الدهان
جامع الدهان من مساجد العراق التراثية القديمة، ويقع في جانب الرصافة من العاصمة بغداد قرب ساحة عنتر في محلة نجيب باشا في الأعظمية، مقابل ثانوية الحريري للبنات، ولقد بني في عام 1372هـ/1952م من قبل وزارة الأوقاف على أرض تابعة للأوقاف حيث شكلت لجنة لأجل بناءه برئاسة الشيخ أمجد الزهاوي، وتبرع بمبلغ البناء السيد عبد الحميد عبد الجبار الدهان، وفي عام 1385هـ/1965م تم توسيع الجامع حيث وسع الحرم وأضيف حرم لمصلى النساء وكذلك محفل لقراءة القرآن، وتقع باب الجامع على الشارع الرئيسي، ويحتوي على دار لسكن للامام والخطيب، وتبلغ مساحة الجامع 1000 م2، ولهُ منارة مئذنة بنيت في ركن المسجد وشيدت على طراز الفن المعماري الإسلامي القديم، وحرم المسجد واسع يسع لأكثر من 300 مصل، وتعلوه قبة، كما إن للمسجد طارمة ومصلى صيفي مفتوح ومغطى بسقف ثانوي، وتقام في المسجد صلاة الجمعة والصلوات الخمسة.
وفي عام 2005م، أستشهد امام وخطيب الجامع الشيخ مولود، حيث قتل على يد القوات البرية للولايات المتحدة، وذلك في أثناء سفرهِ لأجل العلاج إلى الأردن خارج البلد عندما أطلق رتل عسكري أمريكي عليهِ النار اثناء عبورهِ نقطة سيطرة بسيارتهِ مع زوجته في الطريق إلى خارج البلد.
ولقد أصيبت زوجة الشيخ مولود التي كانت معهُ في السيارة ببعض الجروح وتم إحضار جثمانه إلى جامع الدهان، وتم تشيعه في موكب كبير ومهيب عبر منطقة الأعظمية إلى جامع الإمام الأعظم، وبحضور الكثير من علماء بغداد، وتم تقديم تلميذه (كمال الدين حميد الطائي) ليكون إماماً للصلاة عليه في صلاة الجنازة، ودفن في روضة الشهداء في مقبرة الأعظمية.
وفي عام 2014م، اختطف إمام الجامع خالد العبيدي من قبل قوة عسكرية ولم يعرف مصيره لحد الآن.